# Ulrichschlag (Gemeinde Gutenbrunn)
Ulrichschlag (auch Ullrichschlag) ist eine Ortschaft und Dorf der Gemeinde Gutenbrunn im Bezirk Zwettl in Niederösterreich. Die Ortschaft hat 77 Einwohner (Stand 1. Jänner 2024). Bis Ende 1969 war Ulrichschlag eine eigenständige Gemeinde.

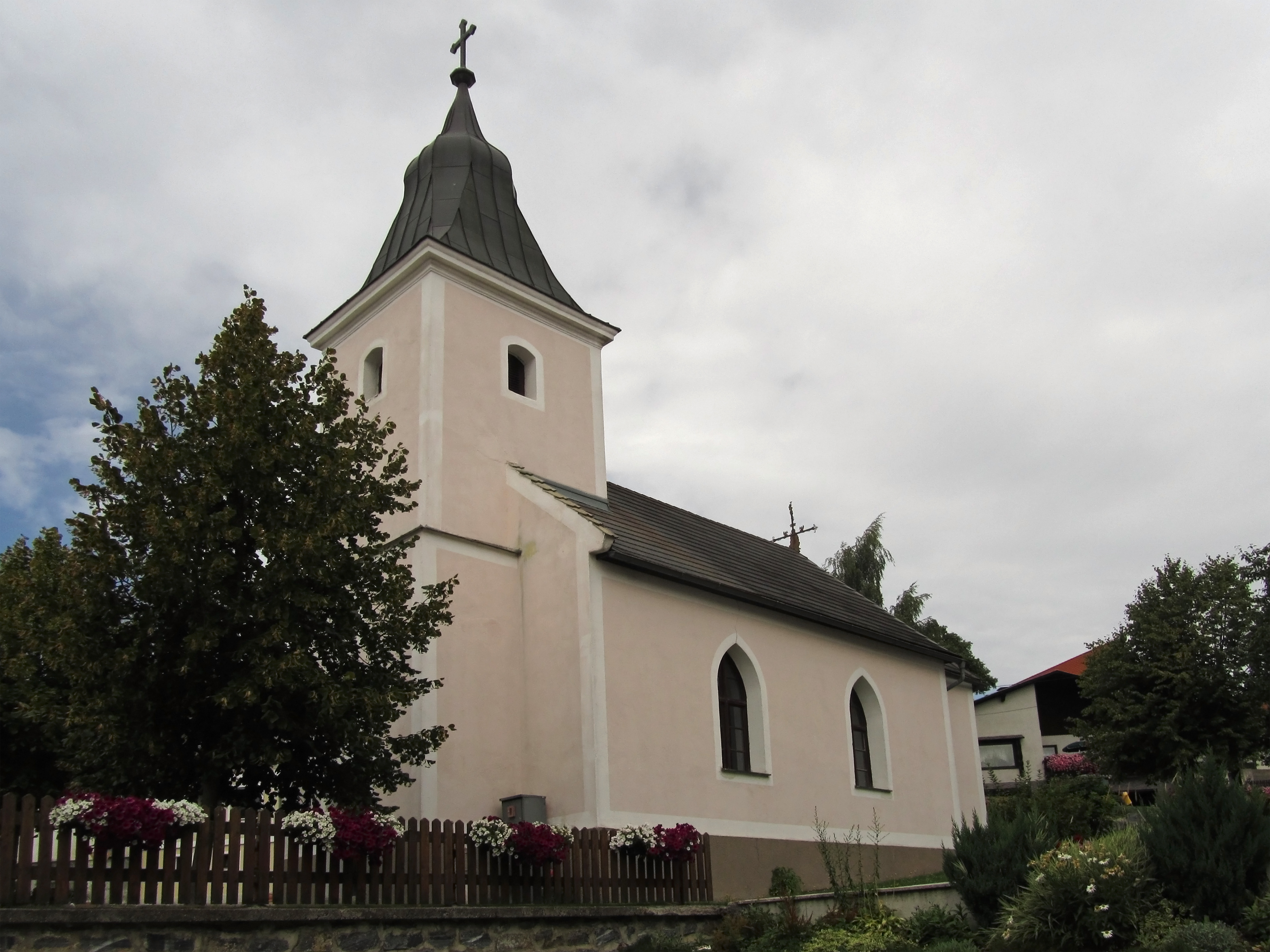
Kapelle im Ort

## Geografie
Das Dorf befindet sich südlich von Gutenbrunn an der Landesstraße L82.

## Geschichte
Der Ort wird 1276 erstmals schriftlich als Ulreichslage erwähnt, der Name deutet auf eine Rodung eines „Ulrich“ hin. Er gehörte damals zum Gut Ochsenstrauß das wiederum ein Lehen der Zelkinger vom Stift Melk war. 1578 ging es an die Herrschaft Pöggstall und kam 1780 zur Herrschaft Gutenbrunn.
Im Jahr 1822 wurde der Ort als Dorf mit 18 Häusern genannt, das nach Martinsberg eingepfarrt war, wohin auch die Kinder eingeschult wurden. Die Herrschaft Gutenbrunn besaß die Ortsobrigkeit, die Herrschaft Pöggstall übte die Landgerichtsbarkeit aus, die Herrschaft Gutenbrunn besorgte die Konskription und hatte die Grundherrschaft inne.
Nach der Entstehung der Ortsgemeinden 1849 wurde der Ort eine eigenständige Gemeinde, zu dieser zählten auch die Katastralgemeinden Thumling und Walpersdorf.
Die Ortskapelle im Ort wird 1870 errichtet.
Laut Adressbuch von Österreich waren im Jahr 1938 in Ulrichschlag ein Wirtshaus, zwei Sägewerke und mehrere Landwirte mit Direktvertrieb ansässig.
Im Zuge der Niederösterreichischen Kommunalstrukturverbesserung wurde der Ort durch die Auflösung der Gemeinde am 1. Januar 1970 ein Teil von Martinsberg, gleichzeitig kamen schon Teile des Gemeindegebiets zu Gutenbrunn, später folgte dann der Ort selbst.